# Metapone tricolor
Metapone tricolor é uma espécie de formiga do gênero Metapone, pertencente à subfamília Myrmicinae.